# И эхо летит по горам (роман)
«И эхо летит по горам» (англ. And the Mountains Echoed) — третий роман Халеда Хоссейни, изданный в 2013 году.

## Сюжет
Роман Халеда Хоссейни «И эхо летит по горам» (англ. And the Mountains Echoed) рассказывает о сложных семейных отношениях и судьбах нескольких поколений. Действие начинается в 1952 году, когда отец рассказывает своим детям, Абдулле и маленькой Пари, афганскую притчу о мальчике, похищенном ужасным дэвом.
На следующий день отец и дети отправляются в Кабул, и этот день становится поворотным моментом в их жизнях. Брат и сестра разлучаются, что приводит к цепочке событий, затрагивающих множество персонажей и охватывающих несколько поколений и стран. В центре повествования находится Пари, чья жизнь разворачивается на фоне войн, рождений, смертей, любви, предательств и надежд.
Роман исследует темы семейных связей, жертвенности и последствий решений, принятых за других людей.

## Награды и успех романа
Роман стал бестселлером New York Times. Было продано более 3-х миллионов экземпляров в первые три месяца продаж.  